# Kálmán Imre-emlékplakett
A Kálmán Imre-emlékplakett (említik még Kálmán Imre-emlékéremként és Kálmán Imre-díjként is) a Kálmán-kultusz népszerűsítése céljából, a művész iránti tiszteletből és elkötelezettségből Siófok városa adományozza. A plakettet 1998 óta a siófoki Balatoni Pünkösdi Szezonnyitó keretében adják át színészeknek, előadóművészeknek, rendezőknek, szerkesztőknek, színháztörténészeknek. Olyan alkotóművészek kaphatják, akik az operett világában eltöltött többéves kitartó és sikeres munkájukkal olyan értéket és hagyományt teremtettek, mellyel az operett műfaját és egyben a híres komponistát is méltán halhatatlanná teszik.

## Díjazottak
- 1998 – Dél-Balatoni Kulturális Központ, Kálmán Imre Múzeum - Moravetz Levente, rendező[3]
- 1999 – Fillár István, színművész - Latabár család (Latabár Katalin vette át)
- 2000 – Dr. Czenner Mihály, színháztörténész - Rátonyi-család (Rátonyi Hajnalka vette át)
- 2001 – Dévényi Ildikó, színművésznő - Szinetár Miklós, rendező
- 2002 – Zentai Anna, színművésznő
- 2003 – Iván Ildikó, operaénekes - Váci Szimfonikus Zenekar (Farkas Pál karmester vette át)
- 2004 – Élias Tibor, énekes, előadóművész
- 2005 – Dr. Gál Róbert, A szenvedély muzsikája. Kálmán Imre című könyv szerzője - Topsy Küppers, színművésznő (Ausztria)
- 2006 – Szolnoki Tibor, színművész - Zsadon Andrea, színművésznő - Huszti Péter, színművész
- 2007 – Péter Gizi, színművésznő - Mester István, színművész
- 2008 – Oszvald Marika, színművésznő
- 2009 – Kovács Zsuzsa, színművésznő
- 2010 – Benkóczi Zoltán, színművész
- 2011 – Kerényi Miklós Gábor, színi direktor, rendező
- 2012 – Kállay Bori, színművésznő
- 2013 – Leblanc Győző, a Magyar Állami Operaház magánénekese
- 2014 – Mikó István, színművész
- 2015 – Lengyelfi Miklós, televíziós szerkesztő-rendező
- 2016 – Csere László, színművész
- 2017 – Peller Károly, színművész
- 2018 – Lehoczky Zsuzsa, színművésznő[4]
- 2019 – Teremi Trixi [5],színművésznő
- 2022 – Farkas Pál, karnagy[6]